# NGC 7321
NGC 7321 est une galaxie spirale barrée située dans la constellation de Pégase. Cette galaxie a été découverte par l'astronome germano-britannique William Herschel en 1784. Sa vitesse par rapport au fond diffus cosmologique est de 6 793 ± 25 km/s, ce qui correspond à une distance de Hubble de 100,2 ± 7,0 Mpc (∼327 millions d'al).
La classe de luminosité de NGC 7321 est II et elle présente une large raie HI. Selon la base de données Simbad, NGC 7321 est une galaxie à noyau actif.
À ce jour, sept mesures non basées sur le décalage vers le rouge (redshift) donnent une distance de 91,214 ± 11,467 Mpc (∼298 millions d'al), ce qui est à l'intérieur des valeurs de la distance de Hubble. Notons cependant que c'est avec la valeur moyenne des mesures indépendantes, lorsqu'elles existent, que la base de données NASA/IPAC calcule le diamètre d'une galaxie et qu'en conséquence le diamètre de NGC 7321 pourrait être d'environ 49,5 kpc (∼161 000 al) si on utilisait la distance de Hubble pour le calculer.
Selon M. J. Geller et J. P. Huchra, NGC 7321 est membre d'un groupe de galaxies. Ce groupe se compose de trois galaxies, soit NGC 7316, NGC 7321 et NGC 7323. Cependant, la distance de Hubble de NGC 7321 est de 100,2 ± 7,0 Mpc (∼327 millions d'al), bien au-delà de celle des deux autres galaxies.

## Supernova
Deux supernovas ont été découvertes dans NGC 7321 : SN 2008gj et SN 2013di.

### SN 2008gj
La supernova SN 2008gj a été découverte dans NGC 7321 le 12 octobre 2008 dans le cadre du programme LOSS (Lick Observatory Supernova Search) de l'Observatoire de Lick. Cette supernova était de type Ic et sa magnitude au moment de sa découverte était de 18,2.

### SN 2013di
La supernova SN 2013di a été découverte dans NGC 7321 le 12 juin 2013 dans le cadre du relevé CRTS (Catalina Real-Time Transient Survey) de l'institut Caltech. Cette supernova était de type Ia et sa magnitude au moment de sa découverte était de 18,2.